# Skaly Jugo-Vostochnye
Die Skaly Jugo-Vostochnye (englische Transkription von russisch Скалы Юго-Восточные Skaly Jugo-Wostotschnye, deutsch ‚Südöstliche Felsen‘) sind eine isolierte Gruppe von Felsvorsprüngen im ostantarktischen Mac-Robertson-Land. Sie ragen in den Prince Charles Mountains auf.
Russische Wissenschaftler benannten sie.